# すずかけ台駅
すずかけ台駅（すずかけだいえき）は、東京都町田市南つくし野三丁目にある、東急電鉄田園都市線の駅である。駅番号はDT24。
県境にある駅で駅自体は町田市に存在するが、駅のすぐ裏側は神奈川県横浜市緑区である。

## 歴史
- 1972年（昭和47年）4月1日：田園都市線つくし野駅 - 当駅間延伸時に終着駅として開設[2][1]。当時は単線で1面1線であった[1]。
- 1976年（昭和51年）10月15日：田園都市線当駅 - つきみ野駅延伸に伴い[2]、長津田駅 - つきみ野駅手前までが複線化される[1]。
- 2001年（平成13年）：ホームにエレベーター新設[3]。
- 2019年（令和元年）
  - 10月1日：ダイヤ改正に伴い、準急停車駅となる[4]。
  - 12月22日：可動式ホームドア使用開始。

### 駅名の由来
当駅は当初「新小川駅」と言う仮称で建設が進められ、その後は開業前年に誕生した町名の「南つくし野駅」を駅名に採用することを計画していた。しかし、当時の東京工業大学（現・東京科学大学）が近隣に第二キャンパスを開設する予定であったことから、同大学が駅名に「すずかけ」という名を付けて欲しいという要望を行い、これが東急に採用されたことで現在の駅名で開業した。
「すずかけ」の名は、同大学名誉教授であった谷口修が、田園都市線では多くの駅名に植物名が付けられていることから当駅にも学問と関係の深い植物の名をつけては、と言うことで提案したものである。谷口は当初花言葉の中から探したが良いものが見付からず、プラトンが開設したアカデメイアに多く植えられていたというスズカケノキ（プラタナス）を駅名とすることを大学内で提案、賛成が得られたため、大学として東急へ要望を実施した。

## 駅構造
相対式ホーム2面2線を有する地上駅。
元々駅舎正面左側の改札外には駅売店「toks」があったが閉店し、現在は自動販売機が設置されている。

### のりば
| 番線 | 路線       | 方向 | 行先                                     |
| ---- | ---------- | ---- | ---------------------------------------- |
| 1    | 田園都市線 | 下り | 中央林間方面                             |
| 2    | 田園都市線 | 上り | 渋谷・押上〈スカイツリー前〉・春日部方面 |

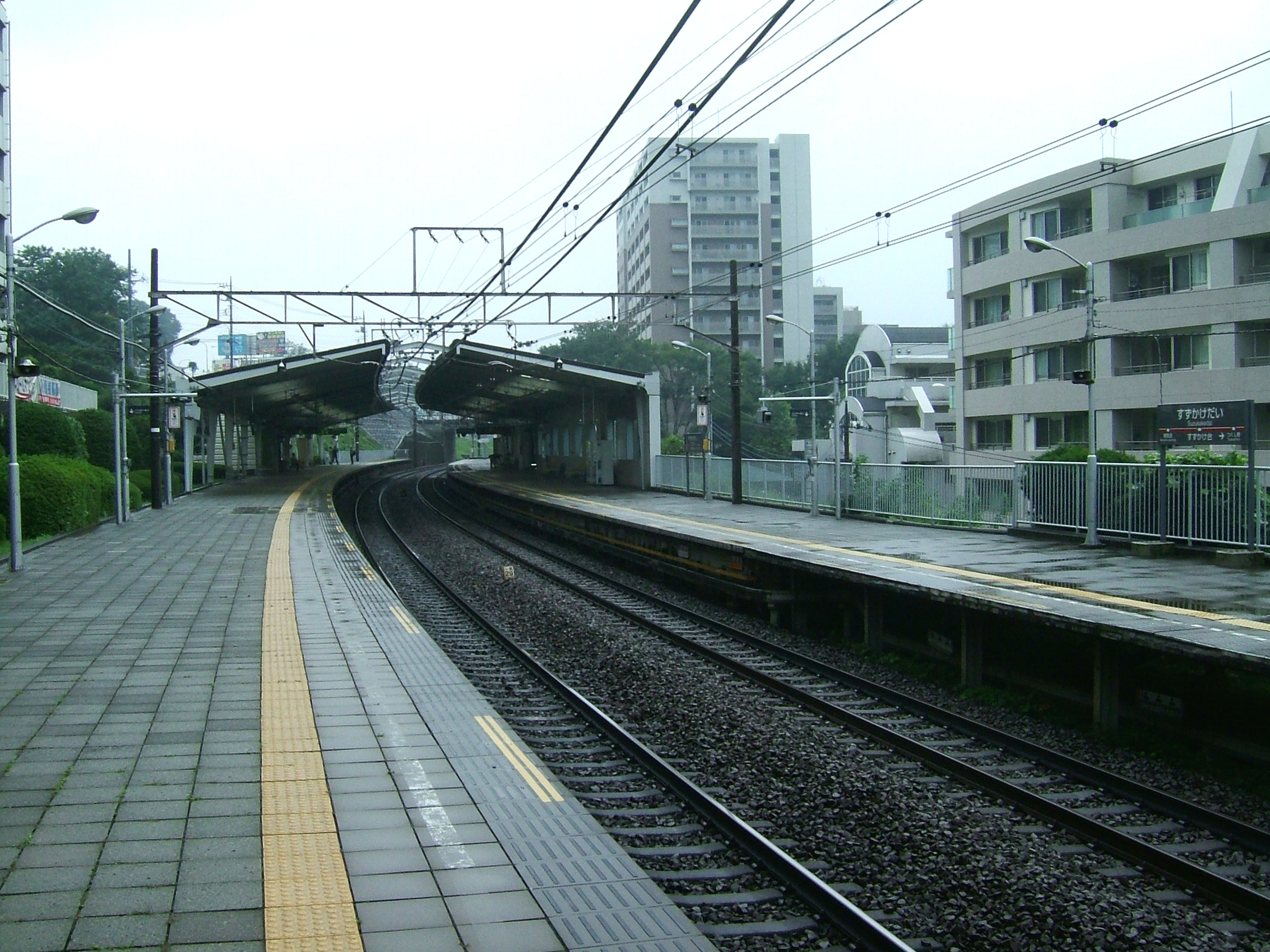
ホーム（2008年8月）
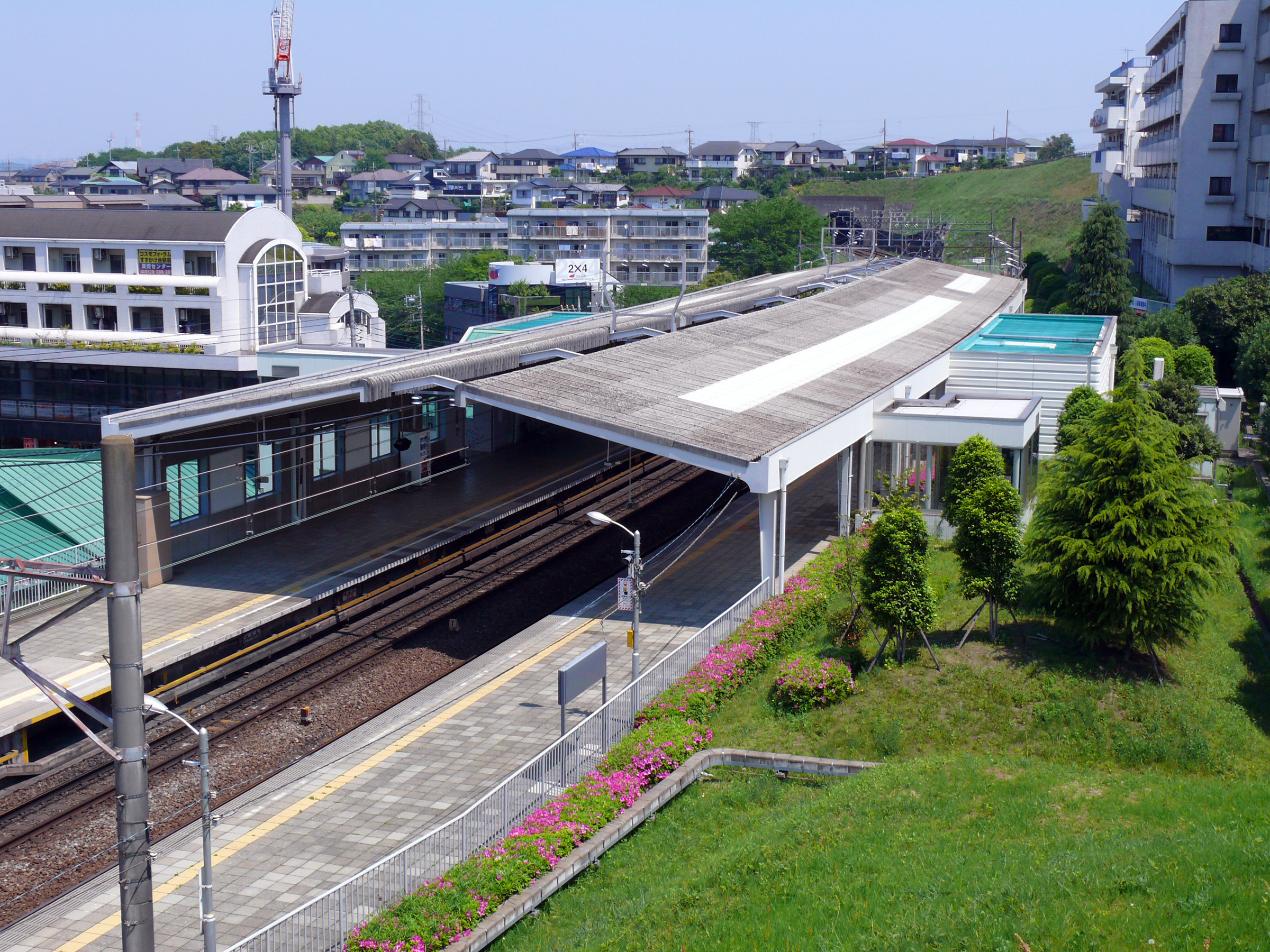
駅全景（2007年5月）

## 利用状況
2024年度（令和6年度）の1日平均乗降人員は10,465人である。田園都市線の駅としては、田奈駅に次いで2番目に利用者数が少ない駅である。(2020年度（令和2年度）は当駅が田園都市線の駅として利用者数が最も少ない駅であった。)
近年の1日平均乗降・乗車人員の推移は以下の通り。
| 年度               | 1日平均 乗降人員 | 1日平均 乗車人員 | 出典              |
| ------------------ | ---------------- | ---------------- | ----------------- |
| 1976年（昭和51年） |                  | 2,934            | [ 東京都統計 1 ]  |
| 1977年（昭和52年） |                  | 3,005            | [ 東京都統計 2 ]  |
| 1978年（昭和53年） |                  | 3,342            | [ 東京都統計 3 ]  |
| 1979年（昭和54年） |                  | 3,903            | [ 東京都統計 4 ]  |
| 1980年（昭和55年） |                  | 4,054            | [ 東京都統計 5 ]  |
| 1981年（昭和56年） |                  | 4,181            | [ 東京都統計 6 ]  |
| 1982年（昭和57年） |                  | 4,228            | [ 東京都統計 7 ]  |
| 1983年（昭和58年） |                  | 4,270            | [ 東京都統計 8 ]  |
| 1984年（昭和59年） |                  | 4,521            | [ 東京都統計 9 ]  |
| 1985年（昭和60年） |                  | 4,699            | [ 東京都統計 10 ] |
| 1986年（昭和61年） |                  | 4,882            | [ 東京都統計 11 ] |
| 1987年（昭和62年） |                  | 5,005            | [ 東京都統計 12 ] |
| 1988年（昭和63年） |                  | 5,266            | [ 東京都統計 13 ] |
| 1989年（平成元年） |                  | 5,422            | [ 東京都統計 14 ] |
| 1990年（平成02年） |                  | 5,540            | [ 東京都統計 15 ] |
| 1991年（平成03年） |                  | 5,511            | [ 東京都統計 16 ] |
| 1992年（平成04年） |                  | 5,668            | [ 東京都統計 17 ] |
| 1993年（平成05年） |                  | 5,753            | [ 東京都統計 18 ] |
| 1994年（平成06年） |                  | 5,792            | [ 東京都統計 19 ] |
| 1995年（平成07年） |                  | 5,858            | [ 東京都統計 20 ] |
| 1996年（平成08年） |                  | 5,877            | [ 東京都統計 21 ] |
| 1997年（平成09年） |                  | 5,803            | [ 東京都統計 22 ] |
| 1998年（平成10年） |                  | 5,860            | [ 東京都統計 23 ] |
| 1999年（平成11年） |                  | 5,918            | [ 東京都統計 24 ] |
| 2000年（平成12年） |                  | 6,000            | [ 東京都統計 25 ] |
| 2001年（平成13年） |                  | 5,948            | [ 東京都統計 26 ] |
| 2002年（平成14年） | 11,858           | 5,942            | [ 東京都統計 27 ] |
| 2003年（平成15年） | 12,014           | 6,030            | [ 東京都統計 28 ] |
| 2004年（平成16年） | 11,992           | 6,077            | [ 東京都統計 29 ] |
| 2005年（平成17年） | 11,808           | 5,967            | [ 東京都統計 30 ] |
| 2006年（平成18年） | 11,683           | 5,901            | [ 東京都統計 31 ] |
| 2007年（平成19年） | 11,750           | 5,956            | [ 東京都統計 32 ] |
| 2008年（平成20年） | 11,627           | 5,868            | [ 東京都統計 33 ] |
| 2009年（平成21年） | 11,585           | 5,830            | [ 東京都統計 34 ] |
| 2010年（平成22年） | 11,543           | 5,803            | [ 東京都統計 35 ] |
| 2011年（平成23年） | 11,507           | 5,787            | [ 東京都統計 36 ] |
| 2012年（平成24年） | 11,509           | 5,784            | [ 東京都統計 37 ] |
| 2013年（平成25年） | 11,825           | 5,940            | [ 東京都統計 38 ] |
| 2014年（平成26年） | 11,433           | 5,748            | [ 東京都統計 39 ] |
| 2015年（平成27年） | 11,437           | 5,754            | [ 東京都統計 40 ] |
| 2016年（平成28年） | 11,446           | 5,766            | [ 東京都統計 41 ] |
| 2017年（平成29年） | 11,630           | 5,841            | [ 東京都統計 42 ] |
| 2018年（平成30年） | 11,687           | 5,863            | [ 東京都統計 43 ] |
| 2019年（令和元年） | 11,623           |                  |                   |
| 2020年（令和02年） | 7,752            |                  |                   |
| 2021年（令和03年） | 8,996            |                  |                   |
| 2022年（令和04年） | 9,855            |                  |                   |
| 2023年（令和05年） | 10,351           |                  |                   |
| 2024年（令和06年） | 10,465           |                  |                   |

## 駅周辺
- 東京科学大学すずかけ台キャンパス（旧・東京工業大学）
- 城南信用金庫 すずかけ台支店
- つくし野セントラルパーク
- 町田市立つくし野中学校
- 国道246号
- 町田南つくし野郵便局

なお、「すずかけ台」と言う地名は町田市に隣接する横浜市緑区にもなく、行政区分的には「町田市南つくし野」もしくは「横浜市緑区長津田町」である。この件については「駅名の由来」を参照。

### バス路線
最寄バス停留所は、駅前にあるすずかけ台駅となる。以下の路線バスが乗入れ、神奈川中央交通により運行されている。
- 町85：町田バスセンター行

## 隣の駅
東急電鉄
 田園都市線
■急行
通過
■準急・■各駅停車
つくし野駅 (DT23) - すずかけ台駅 (DT24) - 南町田グランベリーパーク駅 (DT25)